# Manniophyton
Genre
Manniophyton est un genre de plantes à fleurs de la famille des Euphorbiaceae.

## Liste d'espèces
Selon Catalogue of Life (1 août 2017) :
- Manniophyton fulvum Müll.Arg.

Selon World Checklist of Selected Plant Families (WCSP) (1 août 2017) :
- Manniophyton fulvum Müll.Arg. (1864)

Selon NCBI (1 août 2017) :
- Manniophyton africanum

Selon The Plant List (1 août 2017) :
- Manniophyton fulvum Müll.Arg.

Selon Tropicos (1 août 2017) (Attention liste brute contenant possiblement des synonymes) :
- Manniophyton africanum Müll. Arg.
- Manniophyton angustifolium Baill.
- Manniophyton chevalieri Beille
- Manniophyton fulvum Müll. Arg.
- Manniophyton tricuspe Pierre ex A. Chev.
- Manniophyton wildemanii Beille